# Василькова, Валерия Валентиновна
Вале́рия Валенти́новна Василько́ва (род. 27 декабря 1956, Новосибирск, СССР) — советский и российский философ. Доктор философских наук, профессор кафедры социологии культуры и коммуникации факультета социологии Санкт-Петербургского государственного университета, заместитель заведующего кафедрой по НИР. Автор более 100 научных работ в таких областях, как: социальная синергетика; циклическая динамика социальных систем; архетипы в культуре; социология коммуникаций; методология социологии.

## Биография
В 1979—1981 и 1985—1987 годах — ассистент кафедры философии Новосибирского электротехнического института.
В 1984—1985 годах — младший научный сотрудник, а в 1987—1994 годах — старший научный сотрудник кафедры философии Новосибирского электротехнического института.
В 1985 году защитила диссертацию на соискание учёной степени кандидата философских наук по теме «Объективные и субъективные факторы формирования идейной убежденности личности студента»
В 1998—2000 годах — доцент Новосибирского института экономики и менеджмента.
В 1999 году защитила диссертацию на соискание учёной степени доктора философских наук по теме «Синергетика и теория социальной самоорганизации» (Специальность 09.00.08 — Философия науки и техники)
С февраля 2000 года — доцент кафедры теории и истории социологии, доцент кафедры общей социологии,  с декабря 2002 года — профессор кафедры социологии культуры и коммуникации Санкт-Петербургского государственного университета.

## Читаемые курсы
- Методология социологии
- Социология коммуникаций
- Архетипы и мифотехнологии в социальной коммуникации
- Самоорганизация социальных систем
- Междисциплинарный подход к анализу социальной коммуникации

## Научные труды
- Волновые процессы в общественном развитии / [Василькова В. В., Яковлев И. П., Барыгин И. Н. и др.]. —Новосибирск : Изд-во Новосиб. ун-та, 1992. — 227 с.
- Василькова В. В. Синергетика как новая парадигма самоорганизации бытия // Природа и дух. Мир философских проблем. СПб., 1995.
- Василькова В. В. Архетипы в индивидуальном и общественном сознании // Социально-политический журнал. 1996. № 6.
- Василькова В. В. Порядок и хаос в развитии социальных систем : Синергетика и теория социальной самоорганизации. — СПб.: Лань, 1999. — 479 с. (Серия "Мир культуры, истории и философии" / Редкол.: Ю. Н. Соломин и др.)
- Василькова В. В. Синергетика и архетипические коды социальной самоорганизации // Синергетическая парадигма. Нелинейное мышление в науке и искусстве. М.: Прогресс-Традиция, 2002.
- Василькова В. В. Синергетика и социологический эволюционизм // Синергетическая парадигма. Человек и общество в условиях нестабильности. М.: Прогресс-Традиция, 2003
- Василькова В. В. Самоорганизация коммуникативных систем: различные подходы и междисциплинарные пересечения // Компаративистика III. Альманах сравнительных социогуманитарных исследований / Под ред. Л. А. Вербицкой, В. В. Васильковой, В. В. Козловского, Н. Г. Скворцова. СПб.: Социол. Общество им. Ковалевского. 2003.
- Василькова В. В. Междисциплинарность как когнитивная практика (на примере становления коммуникативной теории) // Коммуникация и образование /Под ред. С. И. Дудника. СПб.: Санкт-Петербург. философское общество, 2004.
- Василькова В. В. (в соавторстве) Коммуникативные практики в профессиональной и повседневной деятельности // Социальные коммуникации: профессиональные и повседневные практики / Под ред. В. В. Васильковой, В. В. Козловского. СПб.:Интерсоцис, 2007.
- Василькова В. В. Эволюция исследовательских парадигм в теории коммуникаций // Коммуникативные практики в современном обществе/ Под ред. В. В. Васильковой, И. Д. Демидовой. СПб.: Скифия-принт, 2008.
- Василькова В. В. Концепция общества знания: новая утопия или социальная технология // Общество знания: от идеи к практике. В 3-х частях. Ч.1. Основные контуры концепции общества знания / Под ред. В. В. Васильковой, Л. А. Вербицкой. СПб.: Скифия-принт, 2008.
- Василькова В. В. Эволюция мифа: от архаической онтологии к современному мифоконструированию // Системные исследования культуры / Под ред. Г. В. Иванченко, В. С. Жидкова. 2008.
- Василькова В. В. Исследовательские стратегии изучения социальной коммуникации и их использование для описания общества знания // Общество знания: от идеи к практике. В 3-х частях. Ч.2. Социальные коммуникации в обществе знания / Под ред. В. В. Васильковой, Л. А. Вербицкой. СПб.: Скифия-принт, 2009.